# Jewhen Łeontowycz
Jewhen Petrowycz Łeontowycz, ukr. Євген Петрович Леонтович, ros. Евгений Петрович Леонтович, Jewgienij Pietrowicz Leontowicz (ur. 30 lipca 1932, Ukraińska SRR) – ukraiński piłkarz, grający na pozycji napastnika, trener piłkarski.

## Kariera piłkarska
W latach 1956-1958 występował w klubie Torpedo Kirowohrad, który potem nazywał się Zirka.

## Kariera trenerska
Po zakończeniu kariery piłkarza rozpoczął pracę szkoleniowca. Od lata 1966 do lata 1967 prowadził Dnipro Krzemieńczuk.